# Jake Cherry
Jake Cherry est un acteur américain né le 15 septembre 1996 aux États-Unis.

## Filmographie
- 2004 : New York 911 : Sean
- 2004 : L'Amour d'une mère (Miracle Run) : Stephen Morgan
- 2005 : Head Cases : Ryan Payne
- 2006 : Bones : Donovan Decker (saison 1 épisode 11)
- 2006 : Friends with Money : Wyatt
- 2006 : La Nuit au musée : Nick Daley
- 2007 : Desperate Housewives : Travers McLain
- 2007 : Les 4400 : Brandon Powell
- 2009 : Dr House : Zack
- 2009 : Esprits criminels : Stanley Wolcott (saison 4 épisode 22)
- 2009 : La Nuit au musée 2 : Nick Daley
- 2010 : Mon babysitter : Franck Jr. plus vieux
- 2010 : L'Apprenti sorcier : Jeune Dave Stutler
- 2011 : Un flic pour cible (The Son of No One) de Dito Montiel : Milk